# Episodi di Shattered
La prima e unica stagione della serie televisiva Shattered è stata trasmessa sul network canadese Showcase dal 1º settembre 2010. Gli episodi sono stati trasmessi senza rispettare l'ordine di produzione e alcuni sono anche rimasti inediti, poi recuperati durante la messa in onda delle repliche.
In Italia la serie è stata trasmessa su Steel dall'11 dicembre 2010 al 26 febbraio 2011.
| nº | Titolo originale                | Titolo italiano            | Prima TV Canada   | Prima TV Italia  |
| -- | ------------------------------- | -------------------------- | ----------------- | ---------------- |
| 1  | The Sins of the Father          | I peccati dei padri        | 1º settembre 2010 | 11 dicembre 2010 |
| 2  | Harry has a wife?               | La moglie di Harry         | 8 settembre 2010  | 18 dicembre 2010 |
| 3  | Sound of a Strap                | Vittime e carnefici        | 29 settembre 2010 | 18 dicembre 2010 |
| 4  | Tears Bring Harry               | Le lacrime di Harry        | 6 ottobre 2010    | 1º gennaio 2011  |
| 5  | Don't Wanna Die                 | Non voglio morire          | 22 settembre 2010 | 8 gennaio 2011   |
| 6  | She Had You Fooled              | Lei vi ha preso in giro    | 31 dicembre 2010  | 15 gennaio 2011  |
| 7  | Where's the Line                | Linea di demarcazione      | 13 ottobre 2010   | 22 gennaio 2011  |
| 8  | Everyone's a Hostage to Someone | Siamo tutti ostaggi        | 27 ottobre 2010   | 29 gennaio 2011  |
| 9  | In the Dark                     | Nell'ombra                 | 3 novembre 2010   | 5 febbraio 2011  |
| 10 | Key with no Lock                | Una chiave senza serratura | 28 gennaio 2011   | 12 febbraio 2011 |
| 11 | Finding the Boy                 | In cerca del bambino       | 4 febbraio 2011   | 19 febbraio 2011 |
| 12 | Stairways to Perceptions        | Gradi di consapevolezza    | 10 novembre 2010  | 26 febbraio 2011 |
| 13 | Out of Sorrow                   | Fuga dal dolore            | 17 novembre 2010  | 26 febbraio 2011 |